# Mahamedkhabib Kadzimahamedau
Mahamedkhabib Zaynudzinavich Kadzimahamedau (em bielorrusso: Магамедхабіб Зайнудзінавіч Кадзімагамедаў; em russo: Магомедхабиб Зайнудинович Кадимагомедов; Khushtada, 26 de maio de 1994) é um lutador de estilo-livre bielorrusso, medalhista olímpico.

## Carreira
Kadzimahamedau participou dos Jogos Olímpicos de Verão de 2020 em Tóquio, onde participou do confronto de peso leve, conquistando a medalha de prata após disputa contra o russo Zaurbek Sidakov.